# Marko Brest
Marko Brest, slovenski nogometaš, * 10. maj 2002.
Brest je profesionalni nogometaš, ki igra na položaju napadalca. Od leta 2023 je član slovenskega kluba Olimpije. Pred tem je igral za slovenska kluba Dravo Ptuj in Aluminij. Skupno je v prvi slovenski ligi odigral več kot 75 tekem in dosegel 7 golov. Bil je tudi član slovenske reprezentance do 21 let, za katero je v letih 2023 in 2024 odigral 12 tekem.